# Нішолда
Нішолда (дарі نشلا; евт. Нишалло; перс. نشلا; тадж. Нишалло; узб. Nisholda) – національний узбецький десерт, який нагадує бізе або густе варення білого кольору.

## Інгредієнти та приготування
Для приготування нішолди потрібні яєчні білки, вода, цукор, мильний корінь та лимонна кислота. Ці східні солодощі починають готувати з приготування цукрового сиропу. В каструлю всипають склянку цукру, яку потім заливають склянкою холодної води та додають лимонну кислоту, яка власне й дасть згодом білий колір нішолді. Каструлю ставлять на повільний вогонь і варять до отримання сиропу. Потім чекають поки сироп стане густим як мед, бо з рідкого сиропу нішолду важко буде отримати.
На наступному етапі приготування цього десерту сирі білки яєць збивають до збільшення об’єму. Така густа легка маса має залишатися на ложці. До піни з білків додають охолоджений цукровий сироп. Спочатку ця суміш нагадує основу для бізе.
Для приготування справжньої нішолди обов’язковим інгредієнтом є мильний корінь (наприклад, солодки або єтмака). Він очищається, нарізується на шматки та відварюється десь півгодини. Готовий відвар додається до маси з білковою піною та цукровим сиропом. Й перемішується спеціальною дерев’яною ложкою.
Готова нішолда охолоджується приблизно 20 хвилин і подається у чашці або ж піалці, попередньо посипана щіпкою порошку ваніліну або ж бадьяну за смаком.

## Традиції та звичаї
- Нішолда поширена в Ірані, Таджикистані, Афганістані та Узбекистані[4].
- Людину, яка готує цей десерт, називають нішаллопа.
- Згідно традиціям, нішолду їдять під час рамадану (рамазану) та іфтару, а також на свято Навруз[5], разом з коржиком, запиваючи зеленим чаєм.